# Menevia lantona
Menevia lantona är en fjärilsart som beskrevs av William Schaus 1905. Menevia lantona ingår i släktet Menevia och familjen Mimallonidae. Inga underarter finns listade i Catalogue of Life.